# دره‌پنبه‌دان (زیویه)
دره‌پنبه‌دان(به کردی: دەرەپەمەیان، Derepemeyan) روستایی از توابع بخش زیویه در شهرستان سقز است که در استان کردستان ایران قرار دارد.

## جمعیت
این روستا در دهستان گل‌تپه واقع شده و براساس سرشماری سال ۱۳۸۵، جمعیت آن ۲۸۹ نفر (۵۹ خانوار) بوده‌است.